# Guaratinga
Guaratinga este un oraș în statul Bahia (BA) din Brazilia.